# Popscene
«Popscene» —en español: «Escena Pop» o «Movimiento Pop»— es una canción de la banda británica de rock alternativo Blur, lanzada como sencillo que no forma parte del álbum el 30 de marzo de 1992. A pesar de su posición relativamente baja en las listas, desde entonces ha sido elogiada y considerada por la crítica como una de las canciones pioneras del género britpop.

## Grabación
La canción se tocó por primera vez en vivo en otoño de 1991 y se grabó en Matrix Studios en Holborn con el productor Steve Lovell. La letra mostraba el disgusto del líder Damon Albarn por el negocio de la música, quejándose de que había demasiadas bandas indie insignificantes.
Musicalmente, era diferente al estilo visto en el primer álbum del grupo Leisure y presentaba guitarras fuertemente flanqueadas, un ritmo de batería influenciado por Can y metales de los músicos de sesión Kick Horns. La banda consideró que «Popscene» era la cosa más ruidosa y mejor en la que habían trabajado hasta ese momento.

## Recepción
El sencillo alcanzó el puesto 32 en la UK Singles Chart, y fue criticado tanto por Melody Maker como por NME. Beastie Boys, revisores invitados de NME, sugirieron que el disco sonaría mejor a 33 rpm en lugar de 45. La baja posición en las listas fue un golpe de confianza para la banda, que tenía una deuda de 60 000 libras esterlinas. El jefe de Food Records Andy Ross dijo más tarde «estábamos totalmente devastados ... pensamos que era un sencillo brillante». Desde entonces, la banda se ha quejado de que la popularidad de la música grunge estadounidense contribuyó al fracaso del sencillo, ya que sentían que la canción tenía un aire muy británico. El guitarrista Graham Coxon dijo «Fue Nirvana lo que realmente jodió "Popscene"».
Sylvia Patterson de Smash Hits calificó la canción con dos de cinco. Ella escribió: «[La canción] comienza como Inspiral Carpets en un accidente automovilístico y termina exactamente como los punk-poppers mancunianos de antaño The Buzzcocks. Una conmoción extraña del infierno. Tampoco muy buena».
La experiencia de grabar «Popscene» llevó a la banda a creer que simplemente deberían tocar música en su propio estilo y no preocuparse por las tendencias. El «carácter británico» de «Popscene» se trasladó al segundo álbum del grupo, Modern Life Is Rubbish. La canción no fue lanzada en la versión británica del álbum, se pensó que fue agregada como una pista extra en los Estados Unidos. En Australia, «Popscene» no se lanzó hasta 1998, cuando se publicó como doble lado A con «On Your Own»; alcanzó el puesto 69 en el ARIA Singles Chart.
Desde entonces, la canción se ha convertido en una de las favoritas de los fanáticos y todavía se toca en vivo. La reacción crítica retrospectiva a «Popscene» ha sido positiva. Jonathan Holden, que escribió en Rough Guide To Rock, declaró que el sencillo era «excelente» y que su «pop punky, enérgico y lleno de metales» estaba fuera de lugar en 1992. John Harris considera la pista como una de las primeras canciones de britpop y un punto de partida para el movimiento. La canción nunca se había incluido en un álbum de Blur del Reino Unido, hasta 2009, cuando se lanzó en la compilación Midlife: A Beginner's Guide to Blur.

## Lista de canciones
| 12" 1. «Popscene» – 3:12 2. «I'm Fine» – 3:01 3. «Mace» – 3:24 4. «Garden Central» – 5:58 7" y casete 1. «Popscene» – 3:12 2. «Mace» – 3:24 | CD 1. «Popscene» – 3:12 2. «Mace» – 3:24 3. «Badgeman Brown» – 4:47 |

## Personal
- «Popscene» producido por Steve Lovell
- «Mace», «Badgeman Brown»,  y «Garden Central» producido por Blur y John Smith
- «I'm Fine» producido por Blur
- Damon Albarn: voz, Sintentizadores
- Graham Coxon: guitarras, Coros
- Alex James: bajo
- Dave Rowntree: batería

## Posicionamiento en listas
| Lista (1992)                   | Posición más alta |
| ------------------------------ | ----------------- |
| Reino Unido (UK Singles Chart) | 32                |

| Lista (1998)                       | Posición más alta |
| ---------------------------------- | ----------------- |
| Australia (ARIA) con «On Your Own» | 69                |